# София Елизабет фон Бранденбург
София Елизабет фон Бранденбург (на немски: Sofie Elisabeth von Brandenburg; Sophie Elisabeth von Hohenzollern; * 1 февруари 1616, Морицбург, Хале; † 6 март 1650, дворец Алтенбург) от род Хоенцолерн, е принцеса от Бранденбург и чрез женитба херцогиня на Саксония-Алтенбург.

## Живот
Тя е единственото дете на маркграф Кристиан Вилхелм фон Бранденбург (1587 – 1665), който е администратор на архиепископство Магдебург, и първата му съпруга принцеса Доротея фон Брауншвайг-Волфенбютел (1596 – 1643), дъщеря на херцог Хайнрих Юлий от Брауншвайг-Волфенбютел.
София Елизабет се омъжва на 18 септември 1638 г. в дворец Алтенбург за принц Фридрих Вилхелм II фон Саксония-Алтенбург (1603 – 1669), от 1639 г. херцог на Саксония-Алтенбург, най-малкият син на херцог Фридрих Вилхелм I фон Саксония-Ваймар (1562 – 1602) и втората му съпруга Анна Мария фон Пфалц-Нойбург (1575 – 1643). Бракът е щастлив, но бездетен.
София Елизабет умира на 34 години на 6 март 1650 г. в Алтенбург. Тя е погребана в княжеската гробница на братската (Брудер) църква в Алтенбург.